# Alexandra Ramm-Pfemfert
Alexandra Ramm-Pfemfert (geb. Stera Chaja Gilelewna Ramm; * 31. Januarjul. / 12. Februar 1883greg. in Starodub, Russisches Kaiserreich; † 17. Januar 1963 in West-Berlin) war eine deutsch-russische Übersetzerin, Publizistin und Galeristin. Nach ihrer Übersiedelung nach Berlin engagierte sie sich dort in linken Kreisen. Sie brachte ab 1911 gemeinsam mit ihrem Mann Franz Pfemfert die Zeitschrift Die Aktion heraus, die mit dem Sturm von Herwarth Walden zu den bedeutendsten Zeitungen des literarischen Frühexpressionismus gehört. Größte Bedeutung erhielt sie als Übersetzerin von Schriften Leo Trotzkis.

## Jugend
Alexandra Ramm-Pfemfert wurde als fünftes von neun Kindern einer orthodoxen jüdischen Familie in der Kreisstadt Starodub, rund 400 Kilometer südwestlich von Moskau, geboren. Ihr Vater Gilel betrieb ein Handelsgeschäft. Serafima, die Mutter, war Hausfrau. Starodub gehörte zu einem Ansiedlungsrayon für Juden, die dort fast völlig abgesondert vom Rest der Bevölkerung lebten. Da sich ihre älteren Geschwister früh gegen die religiös-konservative Haltung des Vaters auflehnten, war es Alexandra Ramm-Pfemfert möglich, das örtliche Mädchengymnasium zu besuchen, an dem sie das Abitur machte. Im Alter von 18 Jahren verließ sie das Elternhaus.

## Leben in Deutschland

### Anfänge in Berlin
Nach Berlin kam Alexandra Ramm-Pfemfert wahrscheinlich Anfang 1901. Vermutlich belegte sie dort als Gasthörerin philologische Kurse an der Friedrich-Wilhelms-Universität zu Berlin. Sie fand Kontakt zu der anarchistischen Gruppe Neue Gemeinschaft und speziell zu Senna Hoy. Durch ihn lernte sie 1903 Franz Pfemfert kennen, den sie 1913 heiratete. 1911 gründete Franz Pfemfert die Zeitschrift Die Aktion, an der sie tatkräftig mitarbeitete. Redaktionssitz der Zeitschrift war die Wohnung der Pfemferts in der Nassauischen Straße 17 in Berlin-Wilmersdorf. Ein wichtiger Mitarbeiter aus den Anfangstagen der Aktion, der Schriftsteller Carl Einstein, heiratete 1913 Alexandras Schwester Maria.
Zur Aktion trug Alexandra Ramm-Pfemfert als Rezensentin und als Übersetzerin literarischer und politischer Texte aus dem Russischen bei. Sie organisierte die Lesungen des Aktionskreises sowie die Aktionsbälle, die beide dazu beitrugen, die Zeitschrift zu finanzieren. Am 1. November 1917 eröffnete sie die Aktions-Buch- und Kunsthandlung mit Antiquariat in der Kaiserallee 222 (heute Bundesallee), die bis 1927 bestand. Von 1917 bis 1918 wurden darin auch Ausstellungen mit Werken von Karl Schmidt-Rottluff, Egon Schiele und anderen gezeigt.
Alexandra Ramm-Pfemfert und ihr Mann hatten schon vor dem Ersten Weltkrieg die Politik der SPD scharf angegriffen und sie dann später wegen deren Zustimmung zu den Kriegskrediten energisch verurteilt. Die beiden einzigen SPD-Abgeordneten, die gegen die Kredite gestimmt hatten, Karl Liebknecht und Otto Rühle, wurden zu Freunden und politischen Verbündete der Pfemferts. Während des Krieges beteiligten sich beide am illegalen Widerstand. Franz Pfemfert hatte dazu bereits 1915 die Antinationale Sozialistenpartei gegründet, über die wenig bekannt ist, weil sie im Verborgenen wirken musste.

### Kontakt mit Trotzki
Nach Ende des Krieges unterstützten die Pfemferts den Spartakusbund, weshalb sie mehrere Hausdurchsuchungen über sich ergehen lassen mussten und Anfang 1919 für einige Tage verhaftet wurden. Ab 1920 arbeitete Alexandra Ramm-Pfemfert für verschiedene Verlage immer wieder als Übersetzerin aus dem Russischen, wobei sie neben Romanen Sachbücher und politische Texte ins Deutsche übertrug.
Im Jahr 1929 kam über den S. Fischer Verlag der Kontakt mit Leo Trotzki zustande, der im türkischen Exil seine Autobiografie schreiben wollte. Aus den Verhandlungen über das Buch entwickelte sich eine enge und vertraute Zusammenarbeit zwischen Trotzki und Alexandra Ramm-Pfemfert, die zu seiner Literaturagentin wurde. In dem umfangreichen Briefwechsel der beiden finden sich Diskussionen zu vielen politischen und gesellschaftlichen Fragen. Darüber hinaus versorgte Alexandra Ramm-Pfemfert Trotzki mit Literatur, fungierte als Deckadresse für ihn und stellte Kontakte zu im Exil lebenden Anhängern Trotzkis her. Behauptungen der KPD und der sowjetischen Presse, die Pfemferts seien Trotzkisten, treffen jedoch nicht zu – die Pfemferts standen Trotzki und einigen seiner Ideen nah, blieben aber ein Leben lang undogmatische Linke.
Alexandra Ramm-Pfemfert übersetzte schließlich eine Reihe von Schriften Trotzkis, darunter seine Autobiografie Mein Leben, Die Geschichte der russischen Revolution und Die permanente Revolution. Daneben kümmerten sich die Pfemferts um Trotzkis Sohn Lew L. Sedow, der von Februar 1931 bis zum Frühjahr 1933 in Berlin studierte, und um seine Tochter Sinaida L. Wolkowa, die auf Drängen ihres Vaters im Herbst 1931 ohne ihren kleinen Sohn schwerkrank von Prinkipo nach Berlin gekommen war und dort wegen Lungentuberkulose und gravierenden psychischen Problemen, „umgehend in Behandlung von zwei mit Alexandra befreundeten Ärzten“ trat, nämlich in die ihres Hausarztes Ernst Mai und des mit ihr seit der Vorkriegszeit bekannten Psychiaters und Psychotherapeuten Professor Arthur Kronfeld, „eines der besten Ärzte von Berlin“; allerdings konnte niemand verhindern, dass Sina sich am 5. Januar 1933, kurz vor dem Machtantritt Hitlers in Berlin, verzweifelt das Leben nahm. Am 12. Januar 1933 beschuldigte Leo Trotzki in einem Brief die kommunistische Partei und Stalin, seine Tochter in den Tod getrieben zu haben. Diese habe von einer Rückkehr in die Sowjetunion geträumt, war jedoch durch eine Verordnung ausgebürgert worden – nach Trotzkis Ansicht „ein purer sinnloser Racheakt“, durch den „die Psyche seiner Tochter einen schweren Schlag erlitten“ habe. Dieser Brief wurde von Alexandra Ramm-Pfemfert übersetzt und an die Presse weitergegeben.

## Flucht aus Deutschland
Nach der Machtübernahme der Nationalsozialisten flohen die Pfemferts Anfang März überstürzt aus Berlin und gingen via Dresden nach Karlsbad, wo Franz Pfemfert, der schon in Berlin auch als Porträtfotograf gearbeitet hatte, ein Fotostudio eröffnete. Alexandra Ramm-Pfemfert arbeitete in dieser Zeit weiterhin an Übersetzungen aus dem Russischen. Ihre Existenz in der Tschechoslowakei war jedoch ständig gefährdet, nicht nur, weil sie auf die finanzielle Unterstützung von Freunden angewiesen, sondern auch, weil sie politisch und gesellschaftlich isoliert waren: Den meist deutsch-national gesinnten Sudetendeutschen war das linksradikale Ehepaar ebenso suspekt wie tschechischen und dort im Exil lebenden deutschen linientreuen Kommunisten. Im Oktober 1936 gingen sie deshalb nach Paris.
Im Pariser Exil waren die Pfemferts weniger isoliert, da dort nicht nur einige Verwandte Alexandra Ramm-Pfemferts lebten, sondern auch Bekannte aus der Berliner Zeit, wie zum Beispiel Thea Sternheim, Franz Jung, Carl Einstein und Lew L. Sedow. Franz Pfemfert eröffnete wieder ein Fotoatelier. Politisch waren die beiden zu dieser Zeit nur noch wenig – und dann nur im Verborgenen – aktiv, da zum einen die französische Regierung politische Äußerungen von Emigranten unterdrückte und zum anderen Agenten des sowjetischen Geheimdienstes GPU ein solches Engagement lebensgefährlich machten. Ihr Freund Kurt Landau wurde in dieser Zeit von sowjetischen Agenten ermordet, Trotzkis Sohn Lew L. Sedow starb unter rätselhaften Umständen.
Nach Ausbruch des Zweiten Weltkriegs wurden die Pfemferts als „feindliche Ausländer“ zuerst in Paris interniert, dann voneinander getrennt und in südfranzösische Lager abgeschoben – Alexandra Ramm-Pfemfert in das Lager Camp de Gurs, nahe Pau. Ihr gelang jedoch zusammen mit Thea Sternheim und anderen schon nach etwa zwei Wochen die Flucht aus dem Lager. Nach einer mehrere Wochen dauernden Irrfahrt durch Südfrankreich traf sie Franz Pfemfert schließlich in Perpignan wieder, von wo sie nach Marseille gingen. Nach einem langen Kampf um die korrekten Papiere gelang es den Pfemferts schließlich, über Lissabon nach New York und von dort nach Mexiko auszureisen, wo sie im Frühjahr 1941 ankamen.

## Letzte Jahre
In Mexiko-Stadt fanden sich die Pfemferts fast völlig isoliert. Im Alter von 57 respektive 62 befanden sie sich in einem unbekannten Land, sprachen beide kein Spanisch, hatten kein Geld und so gut wie keine Bekannten. Allein Natalja Iwanowna Sedowa, die Witwe Trotzkis, unterstützte die beiden und stand mit ihnen in laufendem Kontakt. Der Versuch, weiter in die USA zu reisen, scheiterte an der restriktiven Einreisepolitik der USA – und das obwohl Albert Einstein schriftlich für den guten Leumund der Pfemferts bürgte und sich ein amerikanischer Industrieller fand, der finanziell für sie einzustehen bereit war.
In Mexiko-Stadt eröffnete Franz Pfemfert wieder ein Fotoatelier, von dessen Einnahmen er und seine Frau jedoch nicht leben konnten. Meist waren sie abhängig von Zuwendungen Dritter und von den Mitteln des International Rescue Committees. 1952 wurde bei Franz Pfemfert Leberkrebs diagnostiziert, an dem er 1954 verstarb. Nach seinem Tod erlitt Alexandra Ramm-Pfemfert einen Nervenzusammenbruch und war für einige Zeit pflegebedürftig.
Anfang 1955 ging sie nach Europa zurück, wo sie sich im Mai in Westberlin niederließ. Eine Schwester, Maria, hatte dort als Jüdin in der Illegalität Krieg und Verfolgung überlebt. Die Wohnung ihrer Schwester in der Laubenheimer Straße 23 in Berlin-Wilmersdorf wurde ihr letzter Wohnsitz. In ihren letzten Jahren hatte sie Kontakt zu Karl Otten, einem ehemaligen Mitarbeiter der Aktion, der 1957 eine Expressionismus-Anthologie Ahnung und Aufbruch herausgab, in der an die größtenteils vergessenen Dichter der Aktion erinnert wurde. Außerdem unterstützte sie Paul Raabe bei der Herausgabe eines Nachdrucks der ersten Jahrgänge der Aktion, der 1961 erschien.
1961 wurde bei Alexandra Ramm-Pfemfert Krebs diagnostiziert. Nach mehreren Behandlungen starb sie geschwächt am 17. Januar 1963 im Westend-Krankenhaus in Berlin-Westend an einer Lungenentzündung. Beigesetzt wurde sie am 23. Januar 1963 in einem Urnengrab auf dem Jüdischen Friedhof an der Heerstraße in Berlin-Charlottenburg. Ihre Schwester Maria ließ auf dem Grabstein nachträglich den Namen ihres in Mexiko beerdigten Mannes Franz eintragen.

## Übersetzungen
- Mohamed Aischin: Die Freiheitsbewegung in der Türkei. Berlin 1909
- Jewdokija A. Nagrodskaja: Kreuzweg der Leidenschaft. Leipzig und Berlin 1912
- dies.: Die bronzene Tür. Leipzig und Berlin 1912
- Sawaty: Das Buch in Saffian. Die Chronik des Dorfes Ljagawoje. Berlin 1919
- Alexander Bogdanow: Die Wissenschaft und die Arbeiterklasse. Berlin 1920
- Tarassoff-Rodionoff: Schokolade. Eine Erzählung. Berlin 1924
- Wassili Rosanow: Dostojewski und seine Legende vom Großinquisitor. Berlin 1924
- Antoni W. Nemilow: Die biologische Tragödie der Frau. Berlin 1925
- dsb.: Leben und Tod. Leipzig 1927
- Michail N. Pokrowski: Geschichte Russlands. Von seiner Entstehung bis zur neuesten Zeit. Leipzig 1929
- Anna A. Karawajewa: Fabrik im Walde. Berlin 1930
- Leo Trotzki: Mein Leben. Versuch einer Autobiographie. Berlin 1930
- ds.: Die permanente Revolution. Berlin 1930
- ds.: Wer leitet heute die Kommunistische Internationale? Berlin 1930
- ds.: Probleme der Entwicklung der UdSSR. Berlin 1931
- ds.: Die spanische Revolution und die drohenden Gefahren. Berlin 1931
- ds.: Geschichte der russischen Revolution (2 Bände). Berlin 1931–1933
- ds.: Stalins Verbrechen. Zürich 1937
- Alexej S. Nowikow-Priboj: Tsushima. Zürich & Prag 1935
- Wladimir Arsenjew: Dersu Usala. Abenteuer in den Steppen Asiens. Zürich 1946